# Хоултан (Висконсин)
Хоултан (енгл. Houlton) насељено је место без административног статуса у америчкој савезној држави Висконсин.

## Демографија
По попису из 2010. године број становника је 386.
| Група             | 2000.    | 2010.       |
| Белци             | 0 (0,0%) | 347 (89,9%) |
| Афроамериканци    | 0 (0,0%) | 3 (0,8%)    |
| Азијати           | 0 (0,0%) | 4 (1,0%)    |
| Хиспаноамериканци | 0 (0,0%) | 14 (3,6%)   |
| Укупно            | 0        | 386         |